# Zhu Ziqing
Pour les articles homonymes, voir Zhu.
 (décembre 2016).
Si vous disposez d'ouvrages ou d'articles de référence ou si vous connaissez des sites web de qualité traitant du thème abordé ici, merci de compléter l'article en donnant les références utiles à sa vérifiabilité et en les liant à la section « Notes et références ».
Dans ce nom chinois, le nom de famille, Zhu, précède le nom personnel.
朱自清 Zhu Ziqing, né le 22 novembre 1898 et mort le 12 août 1948 est un écrivain chinois de la période moderne.
Zhu Ziqing était poète. On lui doit aussi des récits courts, comme La Silhouette vue de dos (背影). Il est aussi connu pour être un spécialiste de l'histoire de la littérature chinoise.

## Traductions
- Zhu Ziqing, « Souvenirs du massacre du 18 mars », dans Ici la vie respire aussi, et autres textes de littérature de reportage (1926-1982), trad. Noël Dutrait, Alinea, 1986.